# مارسيل إنغلمان
مارسيل إنغلمان هو لاعب شطرنج بلجيكي، (و. 1900  م).

## وصلات خارجية
- مارسيل إنغلمان على موقع مباريات الشطرنج (الإنجليزية)
- مارسيل إنغلمان سجل أولمبياد الشطرنج على موقع OlimpBase.org (الإنجليزية)